# سری اس سامسونگ

در سری اس سامسونگ گوشی هایی داریم که پرچمداران این شرکت را تشکیل می دهند و گوشی هایی هستند که بالاترین تکنولوژی سامسونگ در ان ها قرار دارند و صد درصد قیمت بالاتری هم از سری های دیگر دارند معمولا سری اس از نوت ۲۰۰تا ۴۰۰ دلار گران تر بوده
سری سامسونگ گلکسی اس (انگلیسی: Samsung Galaxy S series‎) متشکل از تبلت‌ها و تلفن‌های هوشمند پرچمدار مبتنی بر اندروید است.
|                            |                                     |
| توسعه‌دهنده                 | سامسونگ الکترونیک                   |
| گونه                       | تلفن هوشمند و تبلت مبتنی بر اندروید |
| تاریخ انتشار               | ۴ ژوئن ۲۰۱۰؛ ۱۲ سال پیش             |
| سیستم روی تراشه استفاده‌شده | اگزینوس، اسنپ‌دراگون                 |

دلیل این اختلاف قیمت کیفیت و قدرت گوشی است 
برای مثال s7 سامسونگ باnote9  سامسونگ برابری میکند 
و s8 سامسونگ با note 20برابری میکند
و s5 سامسونگ با a72 برابری میکند
در گوشی های سری اس همیشه دوربین قوی تر،  پردازنده ی قوی تر، 
فن قوی تر ، و حسگر های قوی تری قرار دارد
سامسونگ در سال های ۲۰۱۶ و ۲۰۱۸ و ۲۰۲۱
اوج فناوری  خود را در سری اس به نمایش گذاشت 
در سال۲۰۱۶ با  سامسونگ s6
درسال ۲۰۱۸ با گوشی با نمایشگر منحنی s8
در سال ۲۰۲۱ s21  ultra 
سری ۸ سامسونگ شامل یک گوشی بود که بعد از پلاس بود به نام پلاس پیشرفته که امکانات پلاس در ان ۳ برابر قویتر بود
و قیمت این گوشی 900  دلار است
S8 plus Advanced
رم این گوشی ۱۲ گیگ است 
حافظه ی آن ۲۵۶ گیگ است
دوربین عقب ان ۹۳ مگاپیکسل و زوم ۸۰ برابر قوی
و دوربین جلوی ۵۳ مگاپیکسلی و
حسگر های قدرتمند تر 
و...
همچنین در سال ۲۰۲۰ سامسونگ با عرضه ی اولین گوشی های تاشو که برای مثال galaxy zflip سامسونگ از لحاظ کیفیت باs6 سامسونگ برابری میکند و هنوز هم سری اس سامسونگ از لحاظ مردم و کیفیت و قدرت از سری های m , a , note , active , j بالاتر  است